# سرگی فوکیچف
سرگی فوکیچف (روسی: Серге́й Ростиславович Фокичев؛ زادهٔ ۴ فوریه ۱۹۶۳) اسکیت‌باز سرعت اهل روسیه بود.
وی در مسابقات کشوری و بین‌المللی در مجموع برندهٔ ۱ مدال طلا شده‌است.